# Gerrit Große

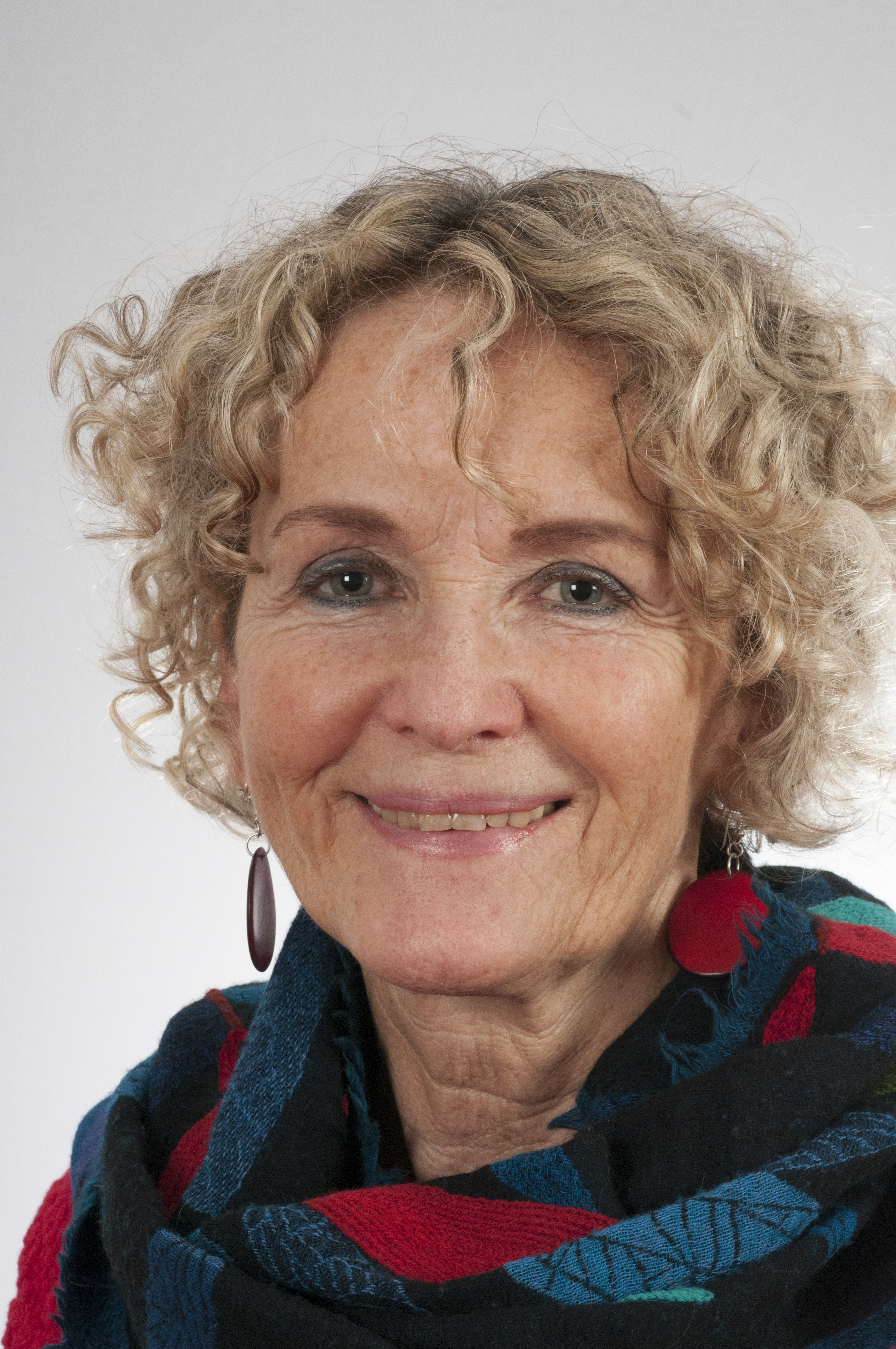
Gerrit Große 2016

Gerrit Große (* 30. April 1954 in Leipzig) ist eine deutsche Politikerin (PDS, Die Linke). Sie war zwischen 2001 und 2019 Mitglied des Landtages Brandenburg und von Dezember 2009 bis Oktober 2014 Landtagsvizepräsidentin.

## Leben
Sie studierte von 1972 bis 1976 Germanistik und Musikwissenschaft an der Martin-Luther-Universität Halle-Wittenberg und arbeitete anschließend als Lehrerin für Musik und Deutsch, und nachdem sie von 1987 bis 1988 die Frauensonderklasse der Bezirksparteischule der SED besucht hatte, ab 1988 auch als Schulleiterin. Von 1991 bis 2000 war sie wieder als Lehrerin tätig.
Gerrit Große ist geschieden und hat zwei Kinder.

## Politik
Gerrit Große wurde 1976 Mitglied der SED. Von 1990 bis 2010 war sie Mitglied der PDS-Fraktion (ab 2007 Fraktion Die Linke) im Kreistag Oranienburg bzw. Oberhavel und dort auch von 1994 bis 2001 Fraktionsvorsitzende und anschließend stellvertretende Fraktionsvorsitzende. Sie legte ihr Kreistagsmandat aus Protest nieder, da ein NPD-Antrag entgegen der Abmachung, nicht für Anträge dieser Partei zu stimmen, von CDU, FDP und Teilen der Fraktion Grüne/Freie Wähler deren Zustimmung fand. Bei dem Antrag am 7. Juli 2010 ging es darum, die Sitzung wegen des Weltmeisterschafts-Fußballspiels Deutschland-Spanien eine Stunde früher zu beenden. Von 2007 bis 2013 war sie Kreisvorsitzende des Kreisverbandes DIE LINKE Oberhavel.
Sie rückte am 3. Januar 2001 für den verstorbenen Michael Schumann in den Landtag Brandenburg nach. Bei den Landtagswahlen 2004 und 2009 wurde sie im Landtagswahlkreis Oberhavel III direkt in den Landtag gewählt. Bei der Landtagswahl 2014 erlangte sie erst über die Landesliste ihr Mandat. Sie war Bildungspolitische Sprecherin und von 2005 bis 2009 und 2013 bis 2015 auch stellvertretende Vorsitzende ihrer Fraktion. Seit 2001 war sie Mitglied des Ausschusses für Bildung, Jugend und Sport, von 2004 bis 2009 auch dessen stellvertretende Vorsitzende und ab 2014 dessen Vorsitzende. Seit 2009 war sie auch Mitglied im Ausschuss für Wissenschaft, Forschung und Kultur.
Von November 2005 bis Dezember 2009 war Große Mitglied des Präsidiums und von Dezember 2009 bis Oktober 2014 Vizepräsidentin des Landtages Brandenburg.

## Gesellschaftliches Engagement
Gerrit Große ist Mitglied im Präsidium des Landesverbands Berlin-Brandenburg im Humanistischen Verband Deutschlands. Seit 2017 ist sie zudem Vorsitzende des Verbandes der Musik- und Kunstschulen Brandenburg e. V. und seit 2019 Beisitzerin im Präsidium des Landesmusikrates Brandenburg e. V.